# Ostrowiec Świętokrzyski
Ostrowiec Świętokrzyski és una ciutat al  sud-est de Polònia que es troba a la Terra de Sandomierz, a la històrica Petita Polònia, a la vora del riu Kamienna. Pertany al voivodat de Santa Creu, i és la seu del powiat d'Ostrowiec, del municipi d'Ostrowiec Świętokrzyski i de la comuna rural de Bodzechów. Té dret de ciutat des del 1613. És un dels principals centres del districte industrial de Staropolski, amb fosa (Huta Ostrowiec) i tèxtil.
Segons les dades de l'Oficina Central d'Estadística de 31 de desembre de 2023, Ostrowiec Świętokrzyski tenia una població de 62.471 habitants i era, per això, la segona (després de Kielce) ciutat del voivodat de Santa Creu, i la 55a més poblada de Polònia.

## Situació
La ciutat és als marges del riu Kamienna, en què desaigüen els rius Szewnianka, Modła i Struga Denkowska. La part nord està situada al vessant del turó Iłżec i la part sud, a la vora de l'altiplà d'Opatowska. A uns quilòmetres al sud-oest de la ciutat hi ha la serralada Jeleniowskie de la muntanya de Santa Creu.
Ostrowiec Świętokrzyski es troba a l'antiga Terra de Sandomierz de la històrica Petita Polònia. A prop de la ciutat hi ha una reserva arqueològica a Krzemionki, amb una mina de sílex neolítica, i monuments relacionats amb la història de l'Antic Districte Industrial Polonés.
Al nord-oest, la ciutat és veïna de la comuna urbanorural de Kunów. Per tots els altres costats, Ostrowiec es troba amb la comuna rural de Bodzechów. La seu n'és a Ostrowiec, al carrer Mikołaja Reja.
Segons dades del 2002, Ostrowiec Swietokrzyski té una àrea de 46,41 km², amb:
- Terres agrícoles: 40%
- Terres forestals: 10%

La ciutat representa el 7,53% de l'àrea del comtat.

## Fauna
L'espècie d'ocell reproductor més valuosa trobada a la zona sud-oest d'Ostrowiec Świętokrzyski és el abellerol. L'espècie prefereix barrancs de loess, a les parets de les quals caven forats per a fer-se els nius.
A causa de la naturalesa de mosaic dels seus hàbitats (monocultius de pins, boscos secs, boscos frescos, boscos mixtos, boscos de roure-fuster en substrat de loess, prats d'arena, prats mesocerotèrmics i xerotèrmics, marges de carreteres, camins, i prats humits), en els límits administratius d'Ostrowiec Świętokrzyski i de les ciutats veïnes més properes, es trobaren espècies d'invertebrats protegides, llistades en el Llibre Vermell, rares i característiques.
Les espècies legalment protegides trobades ací són: papallona zebrada aranesa, Phengaris teleius, Coenonympha tullia, Lycaena dispar, Lycaena helle, Mantis religiosa, Carabus cancellatus, Carabus coriaceus, Carabus intricatus, Carabus violaceus, Carabus sylvestris, Carabus arvensis.
Les espècies llistades en el Llibre Vermell dels Animals de Polònia. Vol. 2. Invertebrats, trobades ací són: l'ortòpter celífer — Calliptamus italicus. Les espècies rares i típiques de l'àrea són: Blaveta lluent, Turquesa europea, Polyommatus dorylas, Coure de mollera, Satyrium acaciae, Capgròs comú, Lasiommata maera, Erebia medusa, Limenitis populi, Tornassolada gran, Argynnis laodice, Donzella rogenca, Hyles gallii, bufaforats, Hemaris tityus, Zygaena carniolica, Zygaena ephialtes i els ortòpters – Ephippiger ephippiger i Leptophyes albovittata. La libèl·lula — Orthetrum albistylum — també existeix ací.

## Història

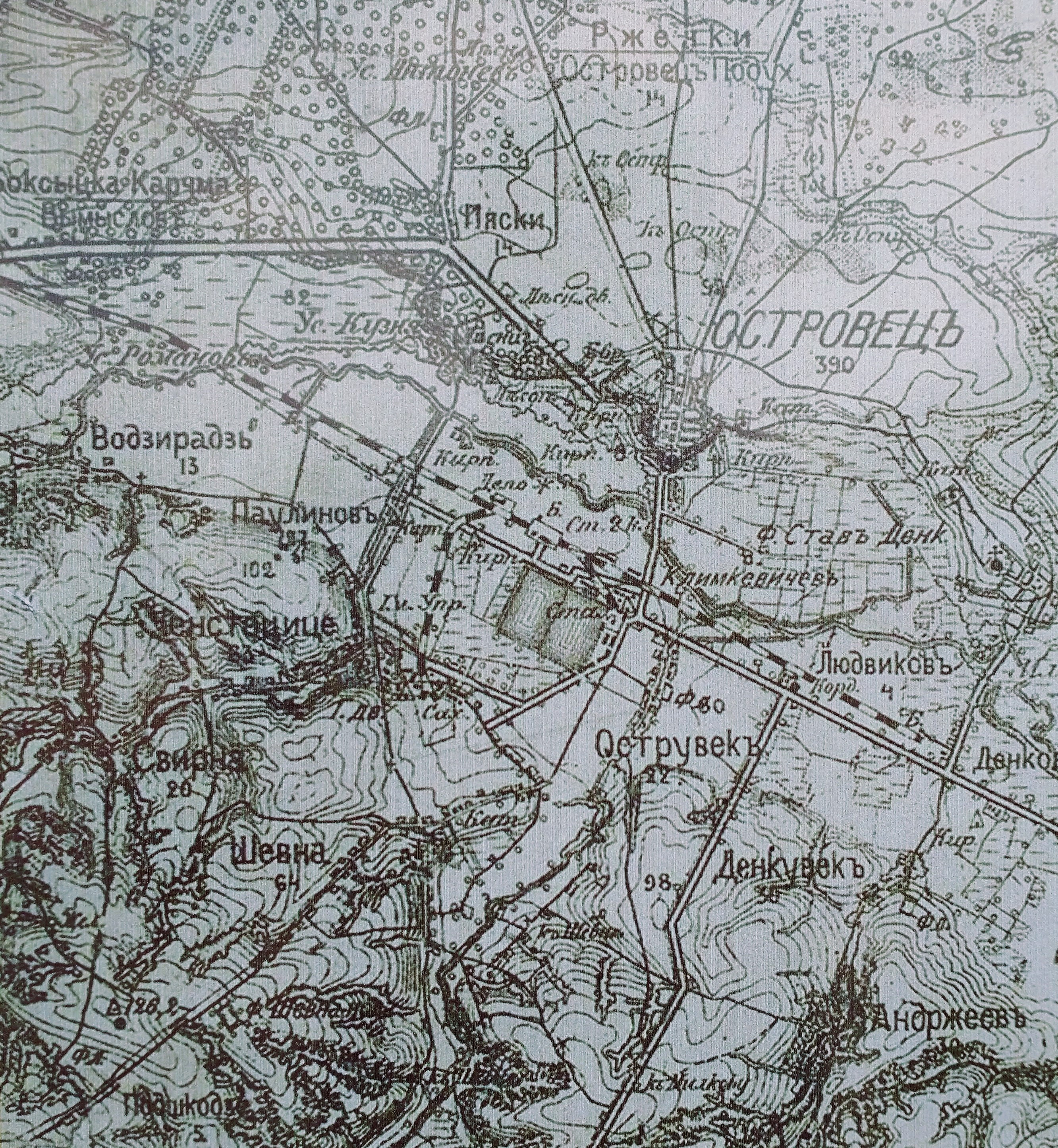
Mapa de la ciutat i rodalia abans del 1918

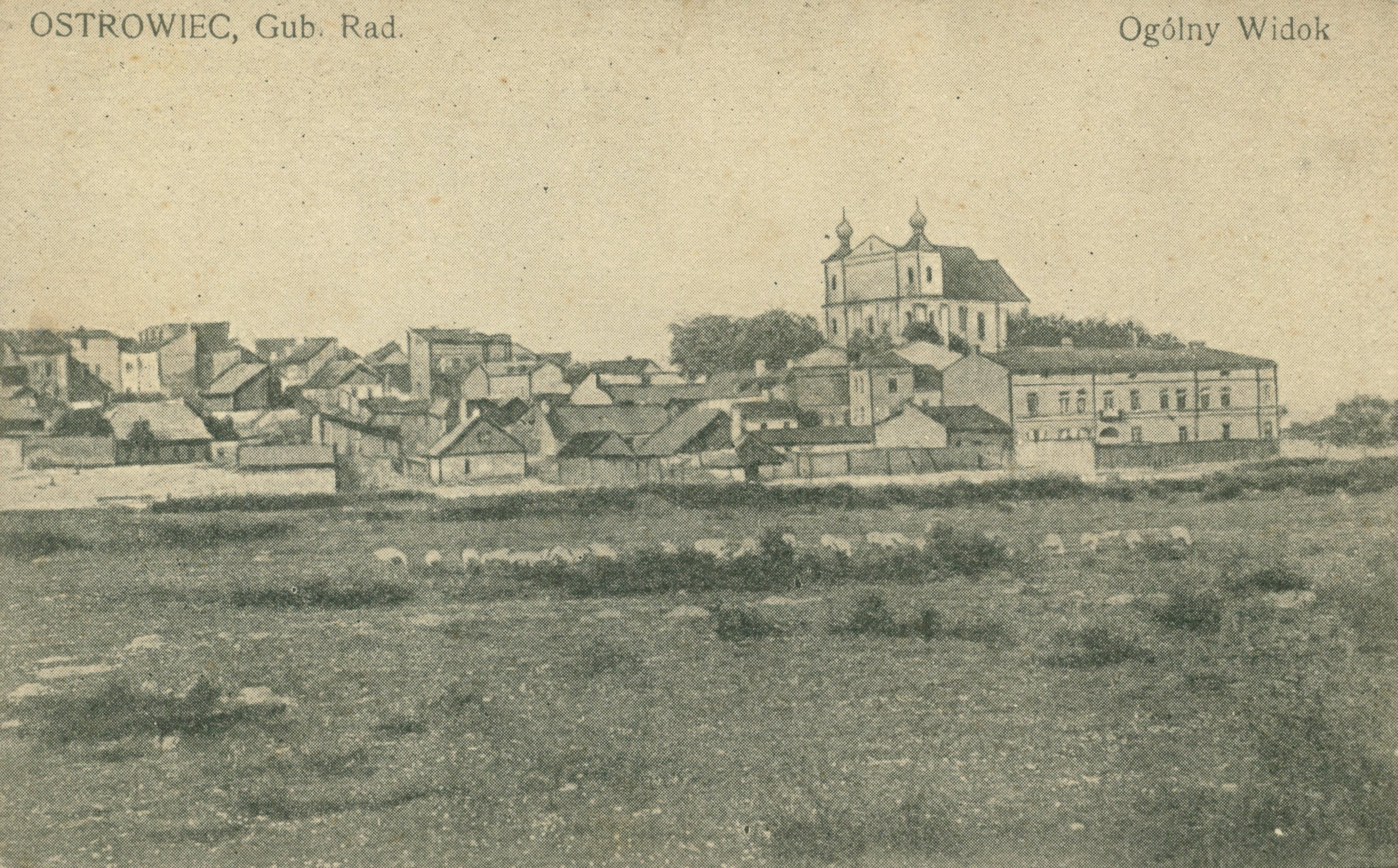
Vista general (aprox. 1910)

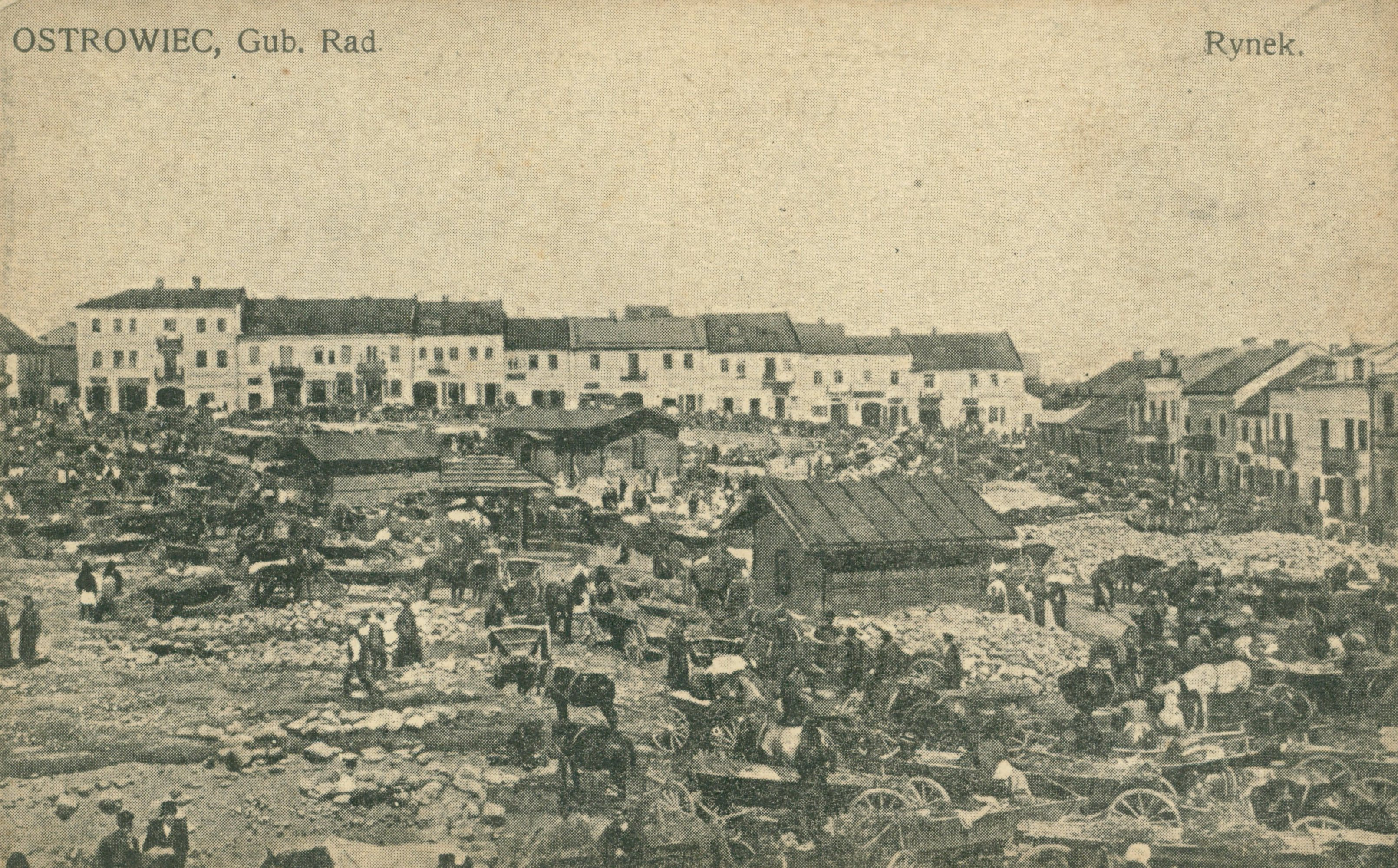
Plaça principal (aprox. 1910)

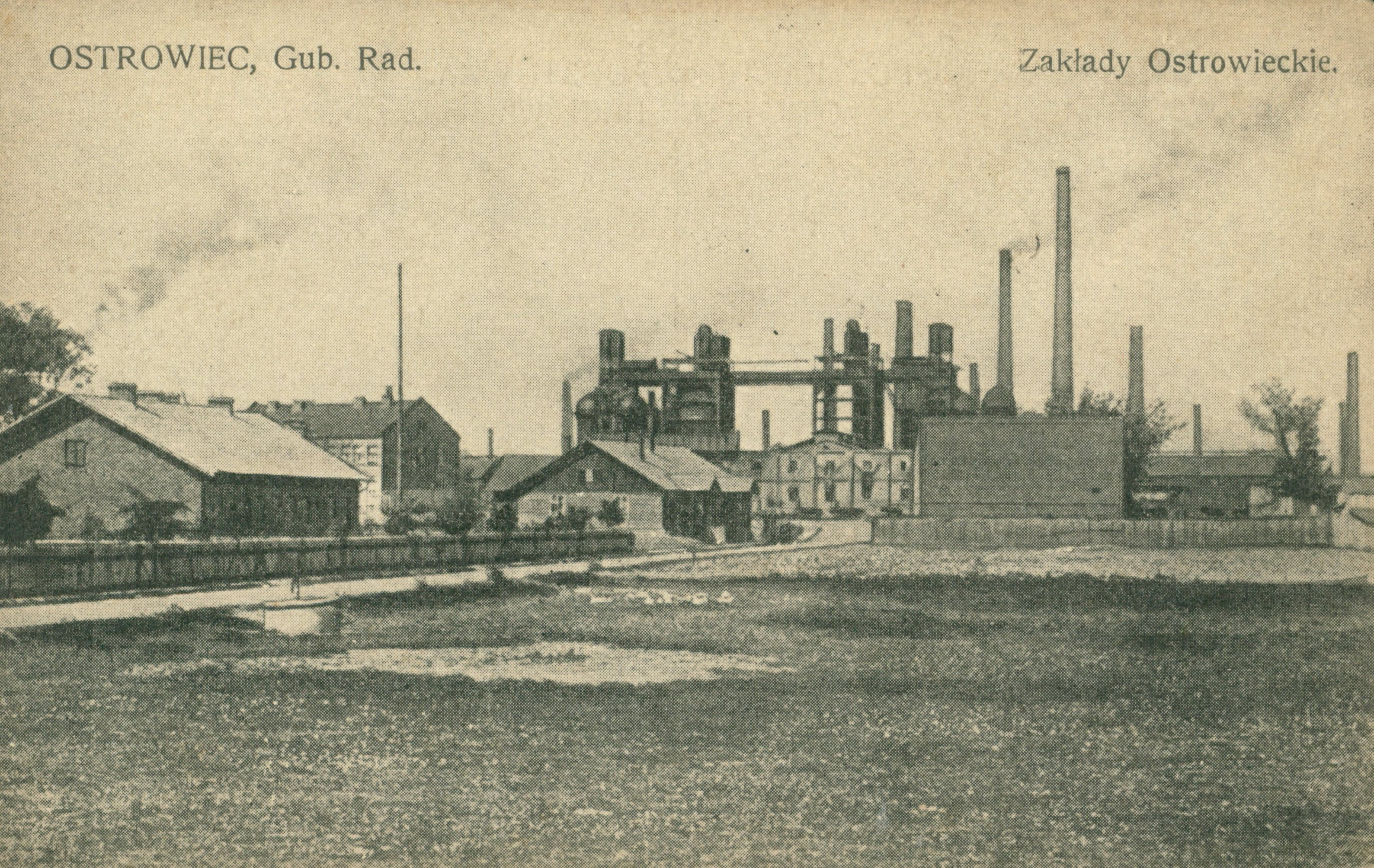
Fàbrica d'Ostrowiec (aprox. 1910)

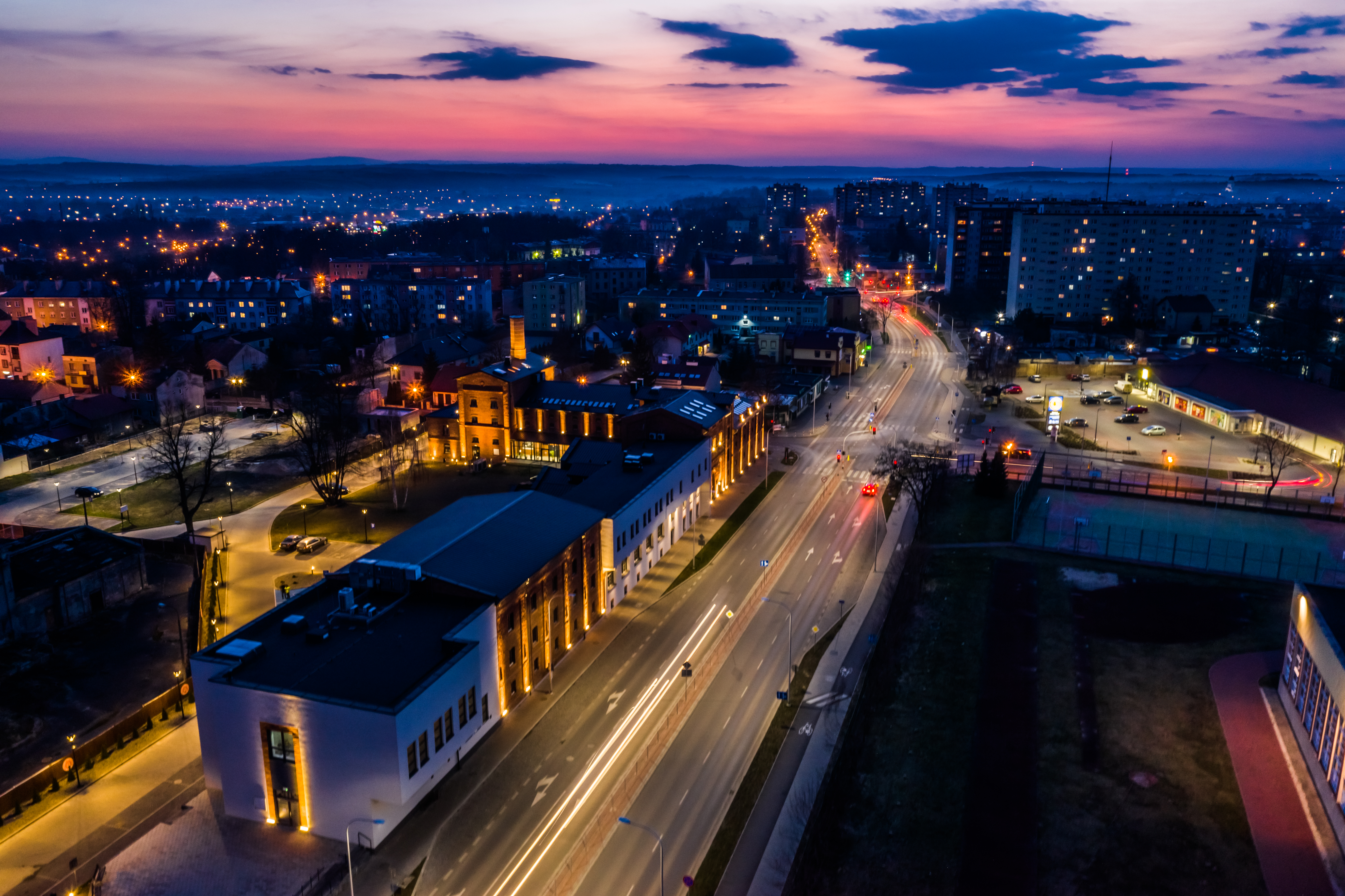
Cerveseria Cultural Ostrowiec — antiga Cerveseria Saski del 1908

Els més antics vestigis documentats d'assentament permanent daten de l'edat de pedra (uns 4000 abans de la nostra era). Fou en aquesta època quan unes tribus nòmades del Danubi van arribar a l'àrea de l'actual Ostrowiec —els pobles de la Cultura Lengyel, dels vasos funiculars i de les àmfores globulars. El sílex extret de les mines dels contraforts del turó Iłżec l'empraren els colons per a fer eines. El lloc de mineria més ben preservat és la Reserva Arqueològica Krzemionki, a Krzemionki Opatowskie. Els primers registres de les àrees que comprenen la ciutat actual daten del segle XIV, i el llogaret d'Ostrów, que originà la ciutat d'Ostrowiec, data del segle XIV. El llogaret era al marge dret del riu Kamienna. Les primeres temptatives de localitzar una ciutat en l'àrea d'Ostrów es feren al segle XVI per Kacper Maciejewski. A la fi del segle XVI (el 1564, Denków, antiga Magna Michów, va rebre drets de ciutat), Ostrów esdevingué propietat de Jakub Gawroński (blasó d'armes Rawicz), que limità un lloc al marge esquerre del riu per a construir una ciutat. Sembla que fou construïda sobre l'anomenada "arrel bruta" el 1597. El 1613, Ostrowiec va rebre drets de ciutat.
Ostrowiec esdevingué part de la propietat del comte Jan Tarnowski, del blasó de Leliwa. Més tard, la propietat d'Ostrowiec va romandre en possessió de les majors famílies de magnats de la República de Polònia: Tarnowski, Czartoryski, Lubomirski, Radziwiłł, Ostrogski, Zasławski, Sanguszko, Wielopolski, Dobrzański, Łubieński... El 1889, la propietat d'Ostrowiec es va fragmentar i cada part va rebre una hipoteca.
A la fi del segle XVIII i al segle XIX, la indústria cresqué intensament en l'àrea d'Ostrowiec. A mitjan segle XIX, hi hagué el desenvolupament gradual del concepte Staszic d'industrialització de la vall del riu Kamienna explotant la potència motora del riu i dels afluents i els recursos de carbó i mineria de ferro. S'hi fundaren fàbriques a Brody Iłżeckie, Nietulisko, Doly Biskupich, Chmielów o Bodzechów, entre altres. Entre el 1837 i el 1839, s'inaugurà la siderúrgica Klimkiewiczów (en homenatge al constructor Antoni Klimkiewicz). Al voltant de la siderúrgica, es crearen fàbriques menors, incloent-hi materials refractaris i aliments. En el tombant dels segles XIX i XX, la siderúrgica d'Ostrowiec esdevingué la segona major fàbrica del gènere al Tsarat de Polònia.
Durant la Revolució russa de 1905, van ocórrer ací revoltes en massa de treballadors, que culminaren amb la proclamació de la República d'Ostrowiec el 27 de desembre del 1905. Per un període de prop de dues setmanes, el Partit Socialista Polonés, dirigit per Ignacy Boerner, assumí el poder a la ciutat i als districtes veïns. El col·lapse de la República d'Ostrowiec succeí després de l'arribada de dos regiments d'artilleria tsarista a la ciutat.
El 1921, hi havia 20.492 habitants. El 1929, hi havia una església i una sinagoga.
En el període d'entre guerres, Ostrowiec cresqué gràcies a les inversions relacionades amb la construcció del Districte Industrial Central. El 1924, la ciutat es va expandir significativament, separada de la unió del govern del comtat d'Opatów. En l'eclosió de la Segona Guerra Mundial, Ostrowiec tenia una població de prop de 30.000 habitants.
El juny del 1926, hi esclatà una vaga d'obrers de la siderúrgia. Les autoritats sanitàries van arrestar els dirigents de la vaga. El 9 de juny, els treballadors van intentar alliberar-ne els presos. Va haver-hi un enfrontament amb l'exèrcit i la policia. Quatre participants de la manifestació foren assassinats i 9 greument ferits.
A Ostrowiec, durant el període d'entreguerres, alguns activistes comunistes posteriors ben coneguts estaven actius, incloent-hi Julian Leński-Leszczyński (més tard dirigent del Partit Comunista de Polònia) i Aleksander Zawadzki (en el període de postguerra, entre altres, president del Consell d'Estat).
El 1932, hi hagué un judici contra 21 membres del Partit Comunista de Polònia d'Ostrowiec acusats d'assassinar un provocador de la policia en les fileres del partit.
Des del 1937, la ciutat té el nom modern d'Ostrowiec Świętokrzyski. En les dècades dels 1920 i 1930, s'hi usava el nom Ostrowiec Kielecki, i en l'inici del segle xx, Ostrowiec nad Kamienną.

### Segona Guerra Mundial

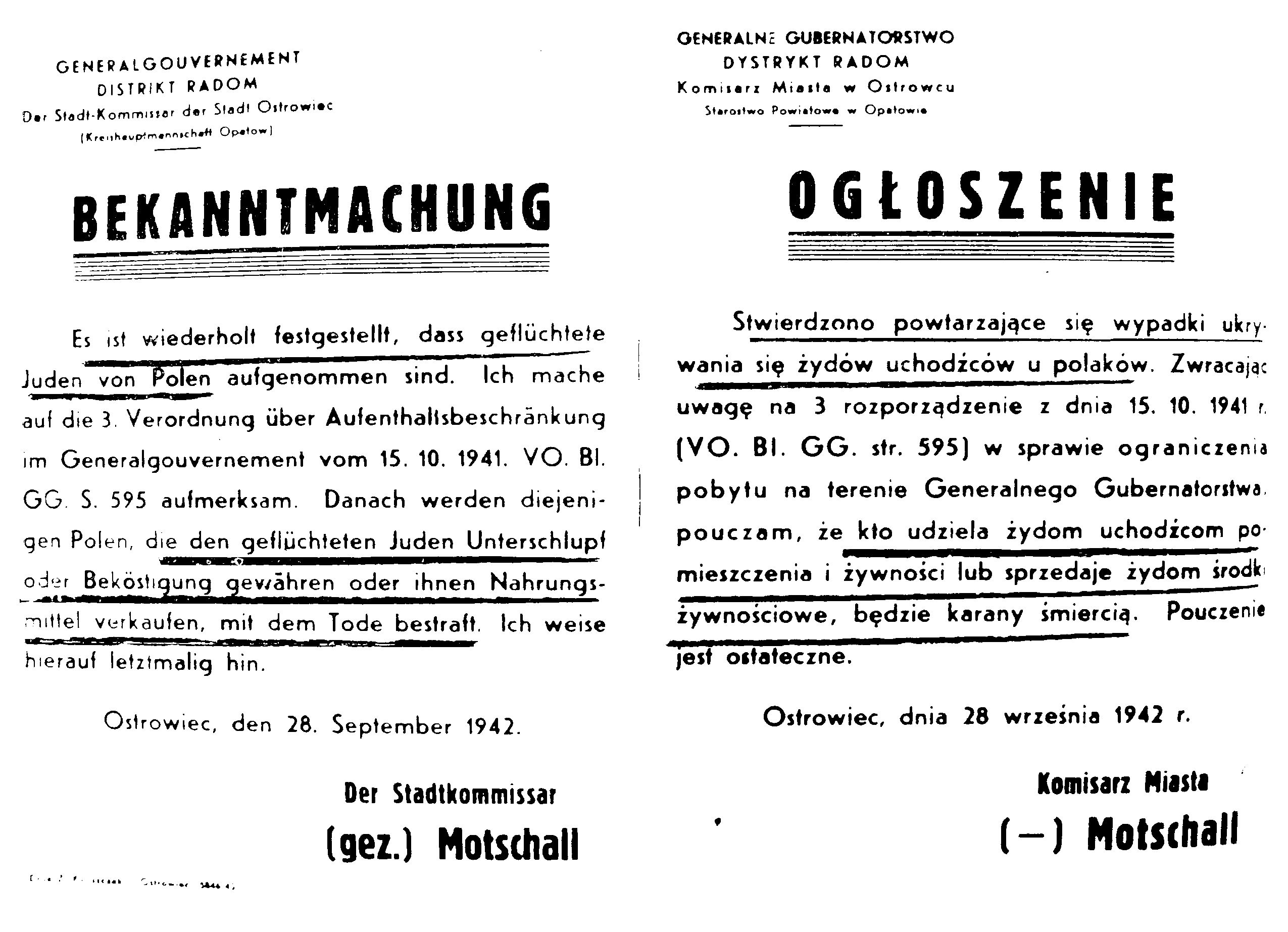
“S'han observat repetits incidents de jueus amagats amb polonesos...” un avís signat pel comissari d'ocupació de la ciutat Bruno Motschall el 1942

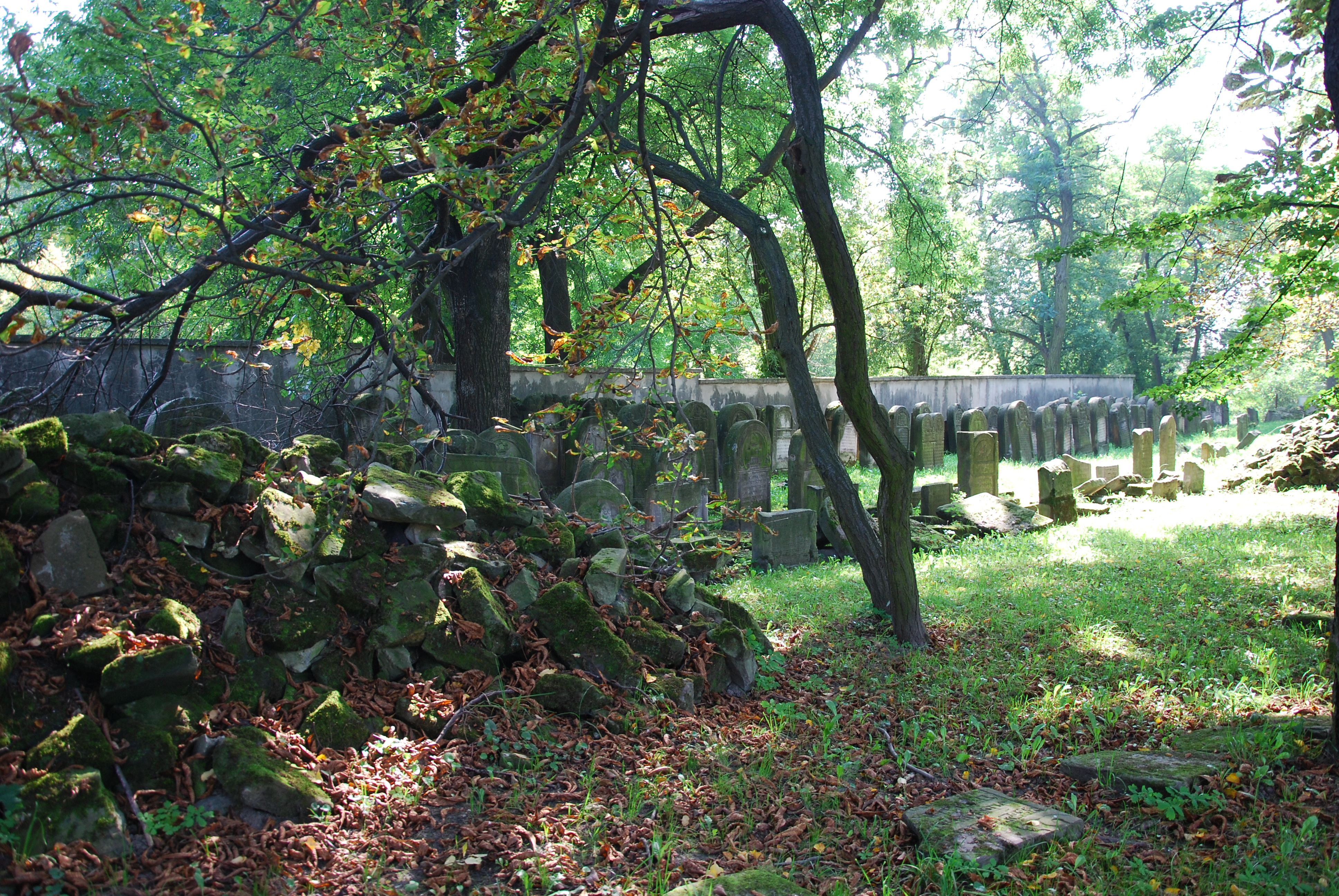
Lapidari fet de matzeva al cementeri jueu

Les tropes alemanyes van ocupar Ostrowiec el 8 de setembre del 1939, i això forçà la població a involucrar-se en lluites clandestines i partidàries. Durant la Segona Guerra Mundial i l'ocupació alemanya, 11.000 jueus d'Ostrowiec foren assassinats. Incomptables execucions públiques van ocórrer a Ostrowiec (per exemple, el 30 de setembre de 1942: 29 persones), i camps de tràfic per a presoners de guerra, un camp per al Servei de Construcció, un camp de treball (1941–1943) i un gueto jueu (1943–1944) també s'hi van establir. Del 1940 al 1944, Bruno Motschall va actuar com comissari de la ciutat (en alemany: Stadtkommissar).
La ciutat era un centre d'activitats del moviment clandestí polonés; la Unió de la Lluita Armada-Exèrcit de la Pàtria (Armia Krajowa), el Partit Socialista Polonés – Llibertat, Igualtat, Independència, l'Organització Militar Nacional-Forces Armades Nacionals i la Guàrdia Popular (més tard Exèrcit del Poble (Armia Ludowa)) actuaven ací.
El 1943, el comissari Bruno Motschall fou segrestat en plena llum del dia, al bell mig de la ciutat, en un hotel, per una unitat de l'Exèrcit de la Pàtria composta per: Marian Cisowski "Cichy", Jan Kocjan "Śpioch" "Leń", Jerzy Żak "Smok", Zygmunt Nowakowski i Czesław Szymański "Mściciel". Els segrestadors van segrestar el comissari amb el seu propi cotxe, que fou seguit per un grup de persecució de 60 alemanys. A causa d'un defecte en el cotxe, els segrestadors van haver de parar a Chmielów, on hi hagué un tiroteig en què van morir tres segrestadors. La làpida d'aquests tres soldats de l'Exèrcit de la Pàtria, Marian Cisowski (20 anys), Jan Kocjan (31 anys) i Jerzy Żak (23 anys), es troba al cementeri de Szewno.
A Ostrowiec, durant l'ocupació, uns membres de l'Exèrcit de la Pàtria van robar i matar un grup de joves jueus que cercaven contactes amb la resistència polonesa. Després de fer el jurament sobre la bandera de l'Exèrcit de la Pàtria, els van assassinar.
A partir de juny del 1943, Ostrowiec esdevingué la seu del liderat de la Guarda Popular del Districte de Radom i, de gener a juliol del 1944, acollí el comandament del Tercer Districte de l'Exèrcit Popular.
El 16 de gener del 1945, les tropes del 6é Exèrcit del Primer Front d'Ucraïna van entrar a Ostrowiec. A la plaça Wolności, al lloc on 29 polonesos foren assassinats el 30 de setembre del 1942, se'ls va aixecar un monument, per a recordar els executats i els soldats morts durant la batalla per la ciutat.

### Període de postguerra

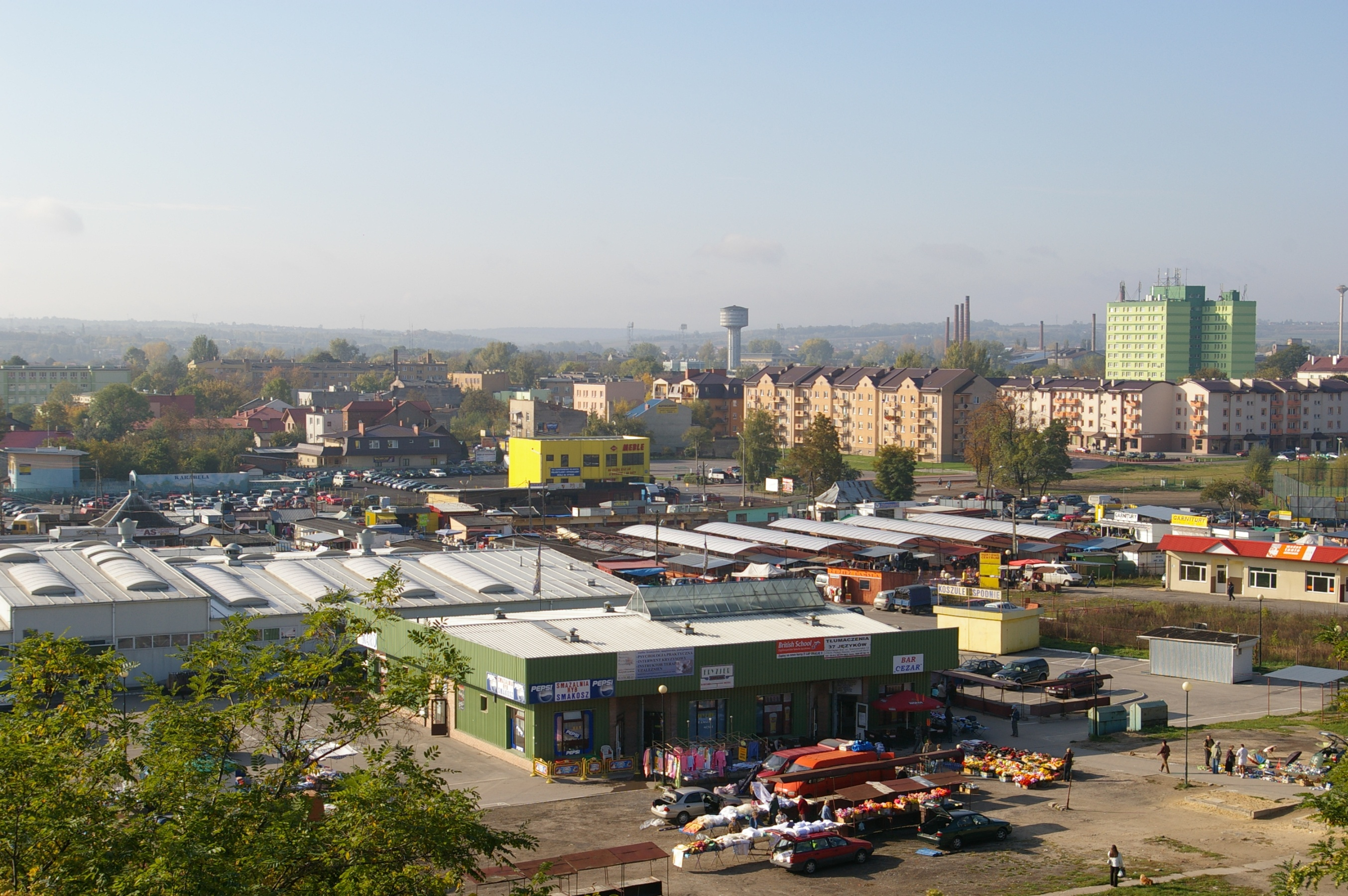
Mercat municipal

En el període postguerra, Ostrowiec es va refer ràpidament. El 1954, alguns assentaments suburbans s'incorporaren a la ciutat, incloent-hi l'antiga ciutat de Denków.  En la dècada dels 1970, una nova unitat metal·lúrgica de la siderúrgica Marcel Nowotko s'instal·là a l'est d'Ostrowiec, i s'hi inauguraren fàbriques de materials refractaris.
El Consell Estatal, el 10 de gener del 1970, atorgà a la ciutat l'Orde de la Creu de Grunwald, de 2a classe.
Després de la transformació del sistema, la Huta Ostrowiec, així com altres empreses estatals, entraren en declivi, l'atur hi va augmentar i l'economia es basava en el petit empresari. Alhora, es crearen empreses municipals, incloent-hi, el 1991, l'Energia Tèrmica Municipal.
El caràcter del desenvolupament urbà de la ciutat també canvià. La construcció de nous blocs d'apartaments s'abandonà, i s'acceleraren els conjunts habitacionals unifamiliars, com ara Kolonia Robotnicza, Piaski Hen.ºyków, Gutwin i Koszary.
El 1996, es fundà la primera universitat de la ciutat, l'Escola Superior de Negocis i Empreses d'Ostrowiec Świętokrzyski.
El 2001, la ciutat va patir una riuada. A causa de la fallida de la presa de Wióry en construcció en el riu Świślina, el riu Kamienna va excedir el nivell d'alarma en 5 m, i seus afluents Modła i Szewnianka se n'eixiren de mare. L'aigua va inundar unes 200 hectàrees de la part sud de la ciutat.

## Arquitectura
- Església Col·legiada de Sant Miquel Arcàngel — de l'inici del segle XVII, ampliada i reconstruïda en estil neobarroc entre els 1924 i 1938;[19]
- Església de Sant Estanislau, Bisbe, en el districte de Denków — construïda el 1700 en estil barroc i posteriorment ampliada el 1904; al costat, un campanar del 1806;[20]
- Conjunt de palau i parc en el districte de Częstocice amb l'antic Palau dels Comtes de Wielopolscy dels 1887 a 1899, actualment Museu d'Història i Arqueologia;[21]
- Església de fusta del Sagrat Cor de Jesús al carrer Sandomierska, construïda en l'estil Zakopane, el 1932, projectada per Tadeusz Rekwirowicz;[22]
- Antic hostal postal d'entre els segles XVIII i XIX al carrer Szeroka;
- Restes d'un cementeri jueu entre les seccions inicials dels carrers Iłżecka i Sienkiewicza;
- Edifici de Correus a l'avinguda 3 Maja, construït entre els 1925 i 1927;
- Edifici de l'antiga oficina de la previsió  social, del 1931, al carrer Focha;
- Estació de tren del finals del segle XIX;
- Estàtua de Sant Florià del 1776;
- Capella del cementeri de la família Pietrzykowski del 1880, al cementiri parroquial;
- Casa senyorial del segle XIX, carrer Świętokrzyska, 40.

Monuments de la ciutat
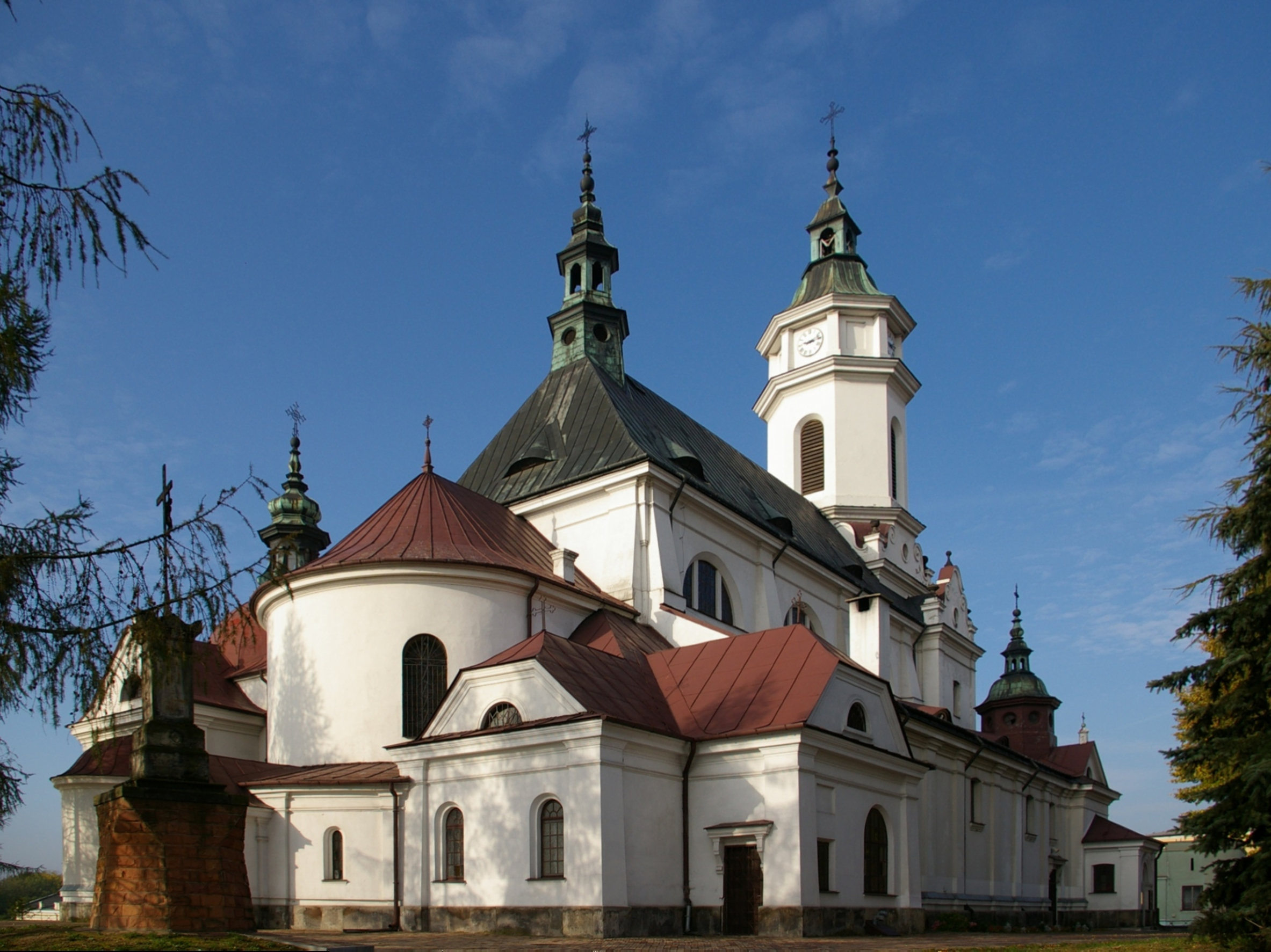
Església Col·legiada de Sant Miquel Arcàngel
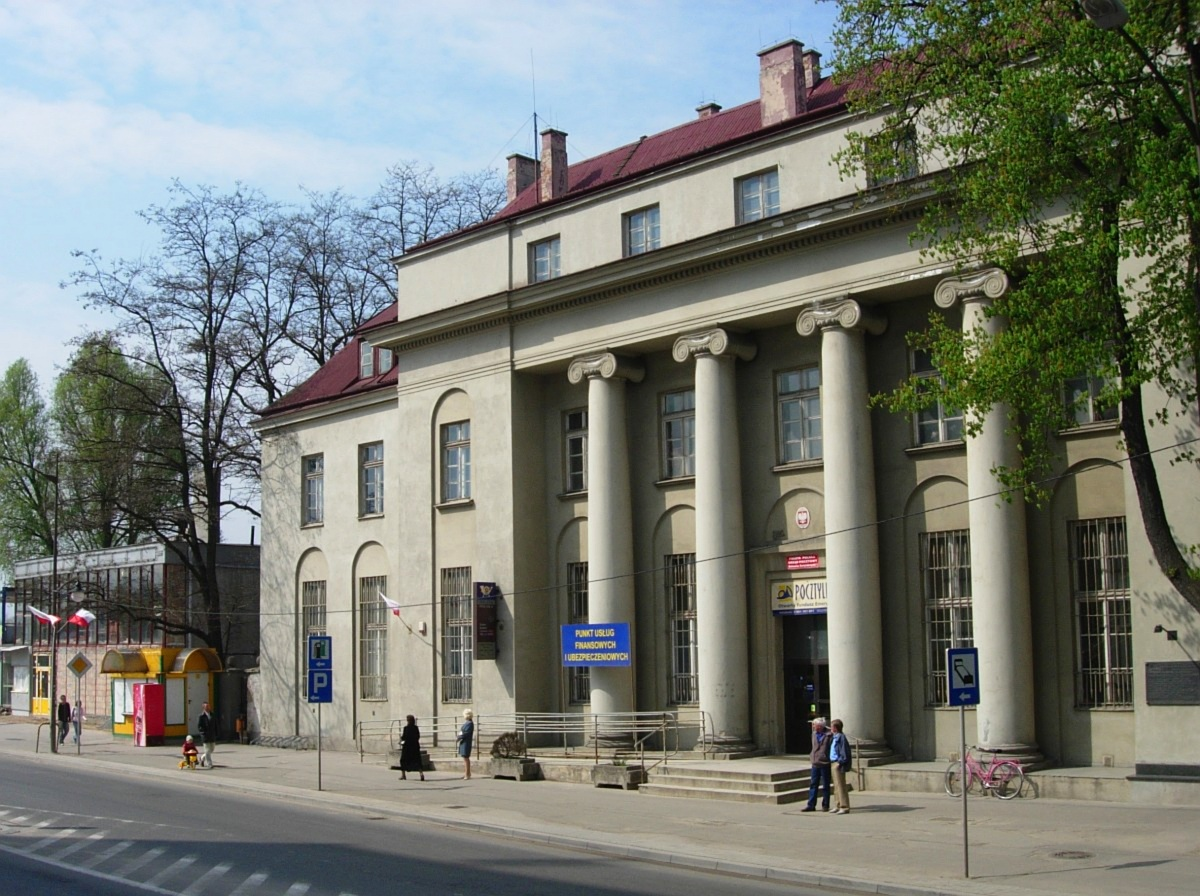
Correus (1925–1927)
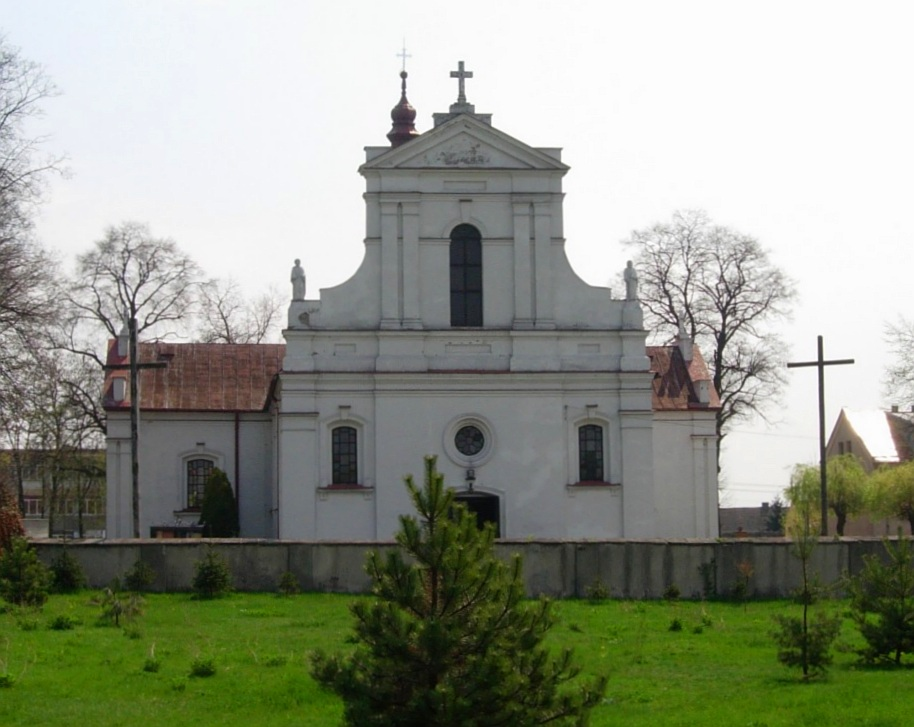
Església de Sant Estanislau, Bisbe
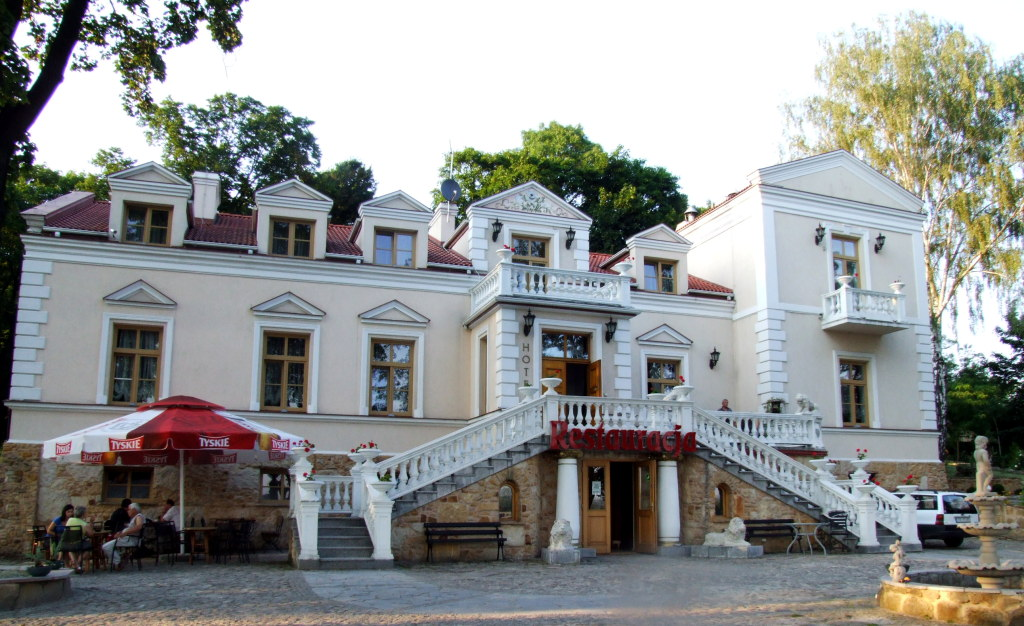
Pavelló de caça dels Comtes de Wielopolscy
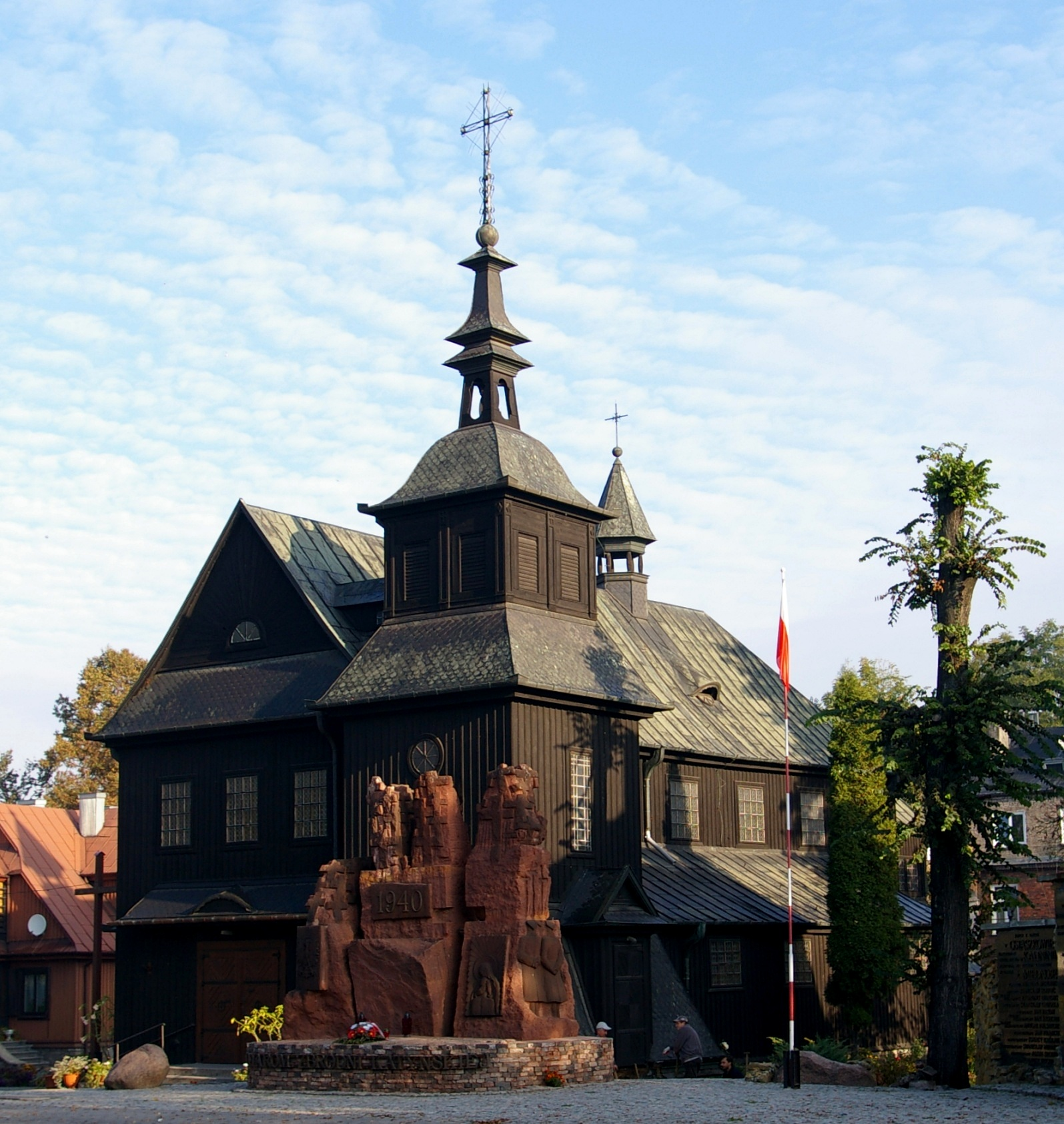
Església de fusta del Sagrat Cor de Jesús, del 1932

## Demografia
D'acord amb les dades de l'Oficina Central d'Estadística de Polònia del 31 de desembre de 2023, Ostrowiec Świętokrzyski és una ciutat petita amb una població de 62.471 habitants (2n lloc en el voivodat de la Santa Creu i 60a de Polònia). Té una àrea de 46,4 km² (4t lloc en el voivodat de la Santa Creu i 97é de Polònia) i una densitat poblacional d'1.345 hab./km² (3r lloc en el voivodat de la Santa Creu i 174é lloc de Polònia). Els anys 2002–2023, el nombre d'habitants va disminuir un 17,0%.
Els habitants d'Ostrowiec Świętokrzyski constitueixen prop del 62,08% de la població del comtat d'Ostrowiec, un 5,32% de la població del voivodat de la Santa Creu.
| Descripció                      | Total     | Total    | Dones     | Dones    | Hòmens    | Hòmens   |
| ------------------------------- | --------- | -------- | --------- | -------- | --------- | -------- |
| unitat                          | habitants | %        | habitants | %        | habitants | %        |
| població                        | 61.637    | 100      | 32.753    | 53,1     | 28.884    | 46,9     |
| àrea                            | 46,4 km²  | 46,4 km² | 46,4 km²  | 46,4 km² | 46,4 km²  | 46,4 km² |
| densitat poblacional (hab./km²) | 1.328     | 1.328    | 705,2     | 705,2    | 622,8     | 622,8    |

## Divisió administrativa
La ciutat es divideix en 20 conjunts: Śródmieście, Kamienna, Ludwików, Hutnicze, Częstocice, Kuźnia, Kolonia Robotnicza, Sienkiewiczowskie, Trójkąt, Spółdzielców, Słoneczne, Gutwin, Koszary, Rosochy, Ogrody, Denków, Pułanki, Stawki, Piaski Henºyków i Złotej Jesieni. Cadascun té el seu òrgan autònom, el Consell de Barri Autònom, per a recolzar les activitats del Consell Municipal.

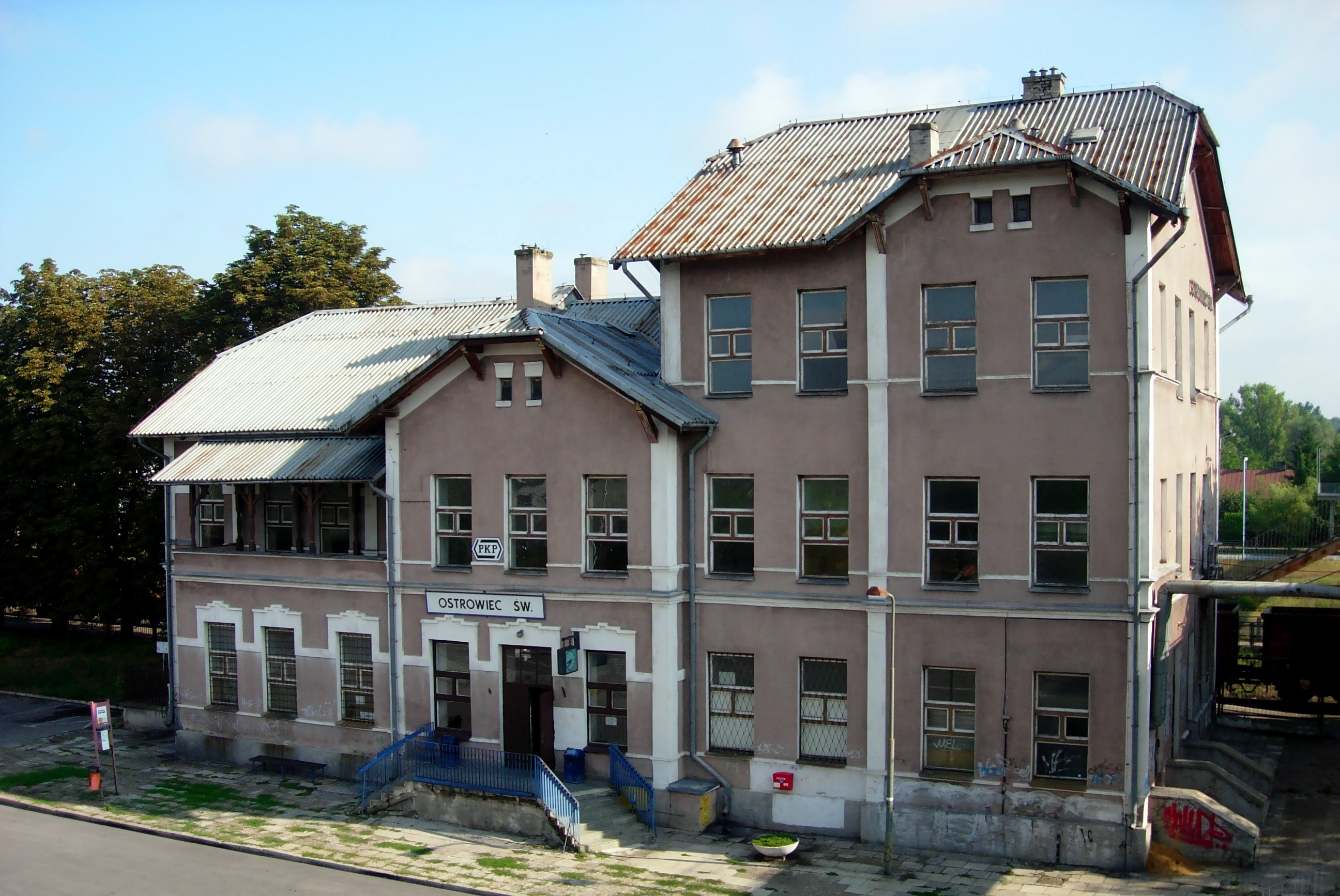
Estació ferroviària d'Ostrowiec Świętokrzyski

## Educació

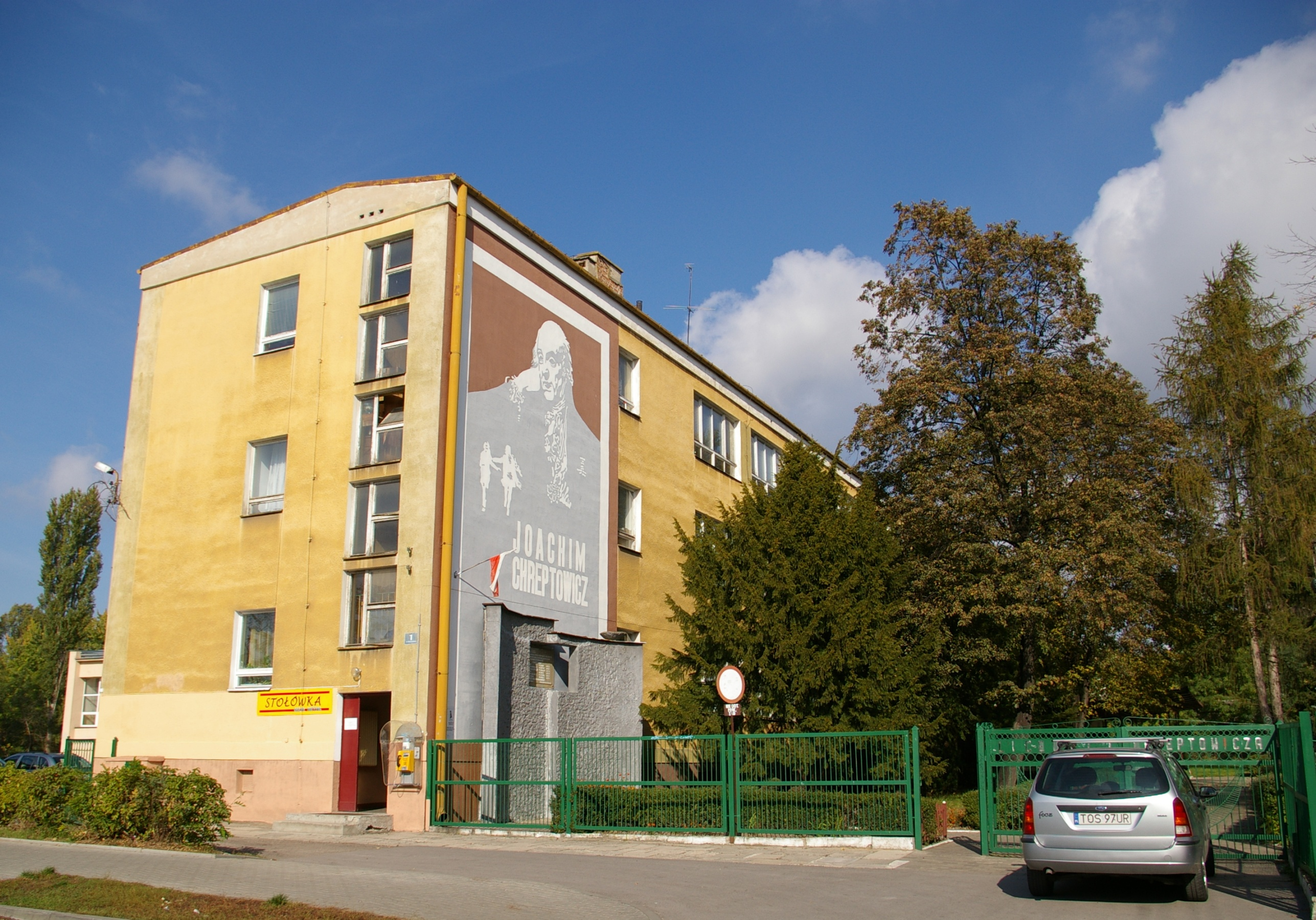
Escola secundària núm. II, Joachim Chreptowicz

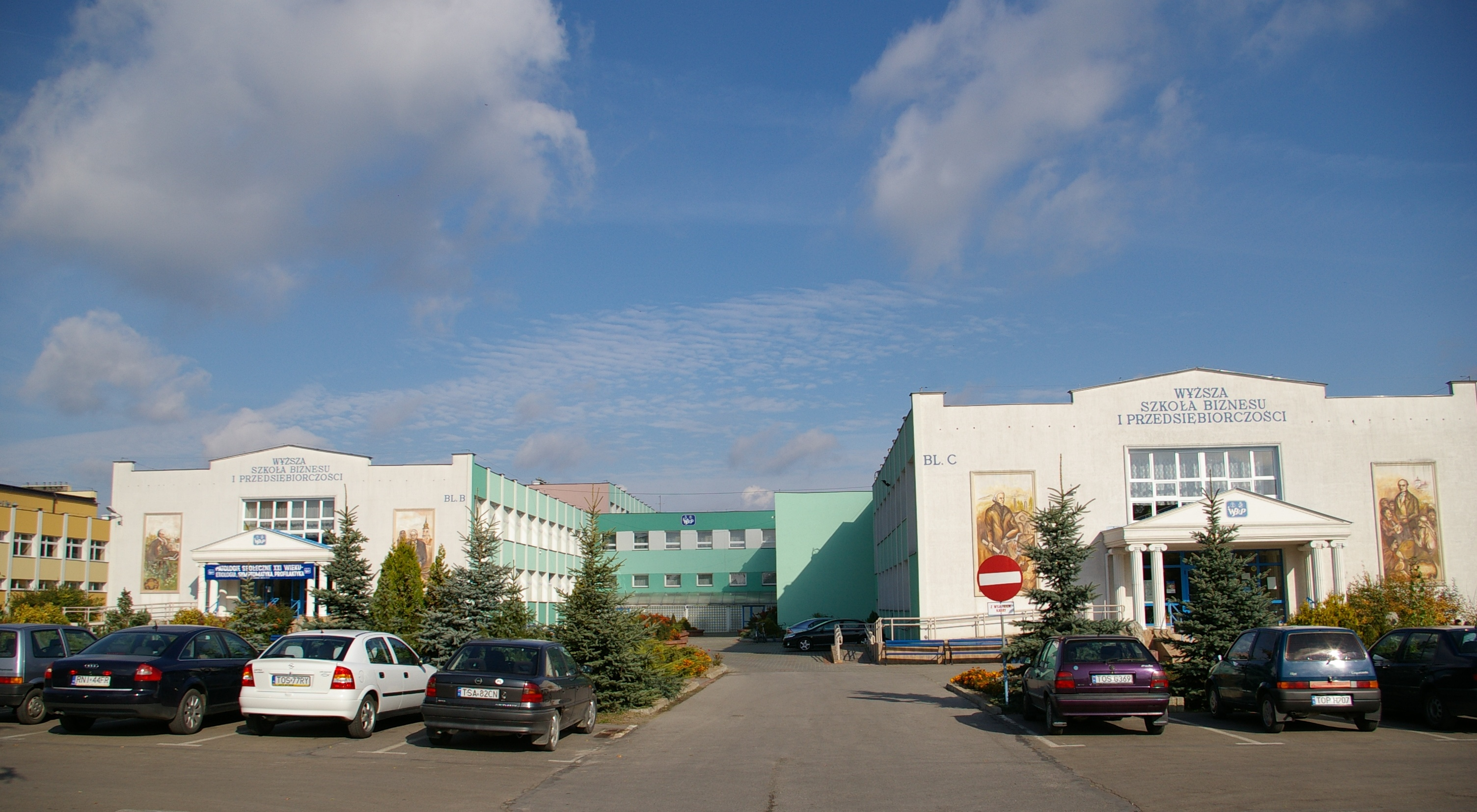
Facultat d'Administració i Negocis

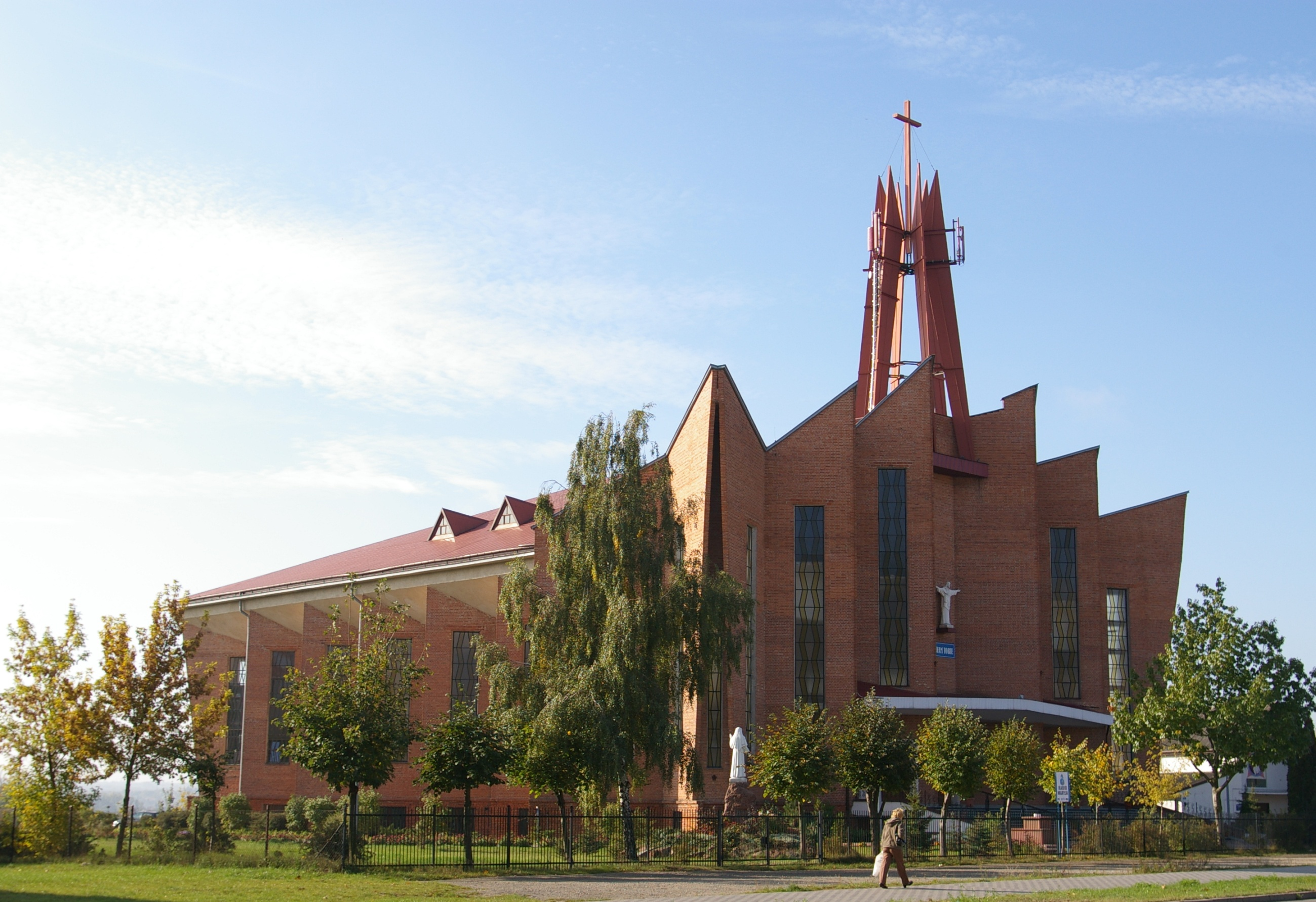
Santuari de la Divina Misericòrdia

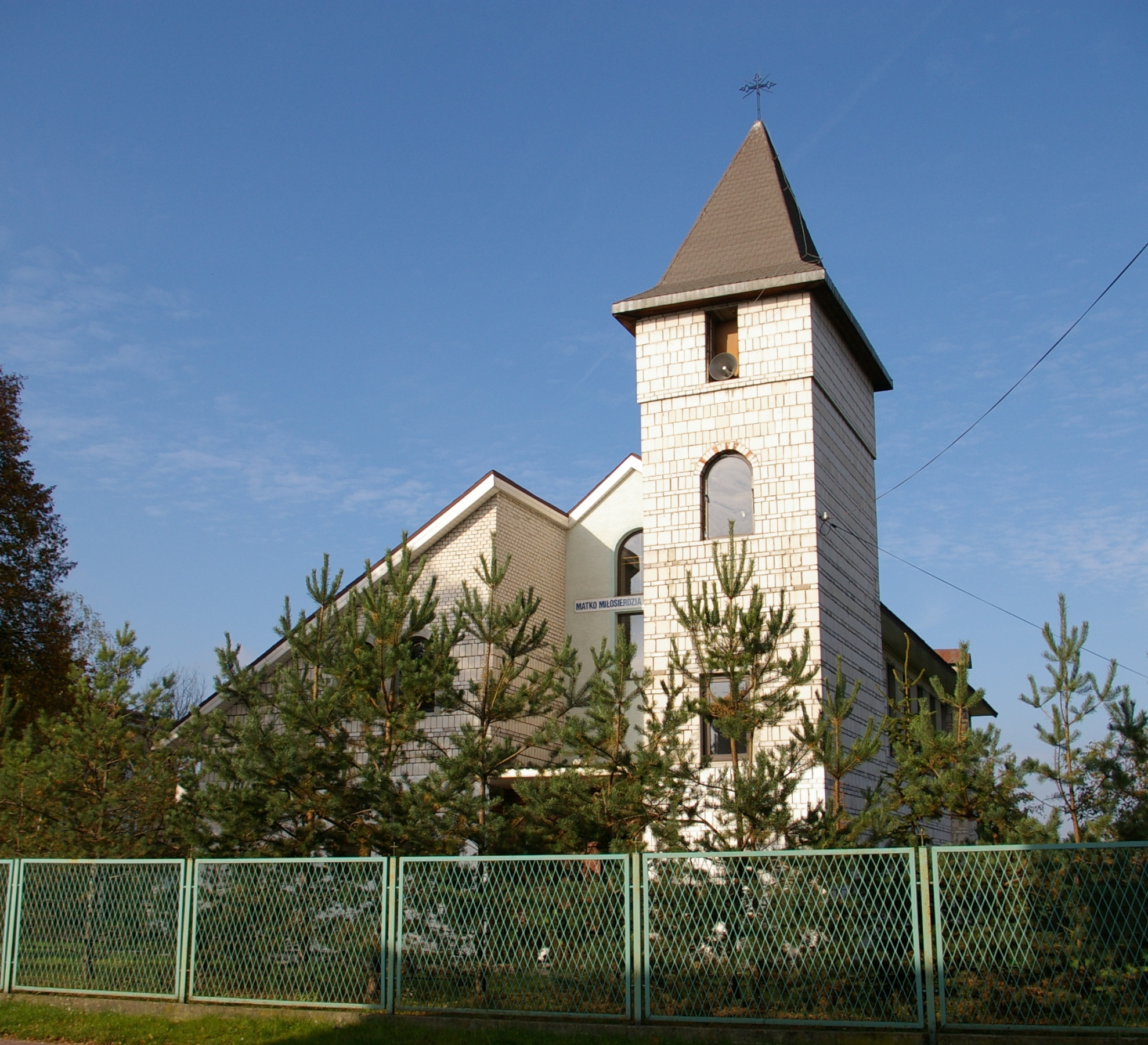
Església catòlica polonesa de la Mare de Déu

## Cultura
Esdeveniments culturals i d'entreteniment que hi ha a Ostrowiec:
- Festival de Blues i Rock Mira Kubasińska “Wielki Ogień”[27]
- Dies d'Ostrowiec[28]
- Dies de la Música[29]
- Presentacions de teatre[30]
- Dia de Finats del Jazz[31]
- Dies de la Terra[32]
- Kabareton
- Reunions de Shanta[33]
- Trobades de Shakespeare a Ostrowiec[34]
- Barwy Reggae[35]

Institucions culturals d'Ostrowiec:
- Centre Cultural Municipal[36]
- Oficina d'Exposicions Artístiques[37]
- Museu Històric i Arqueològic[38]
- Biblioteca Pública Municipal[39]

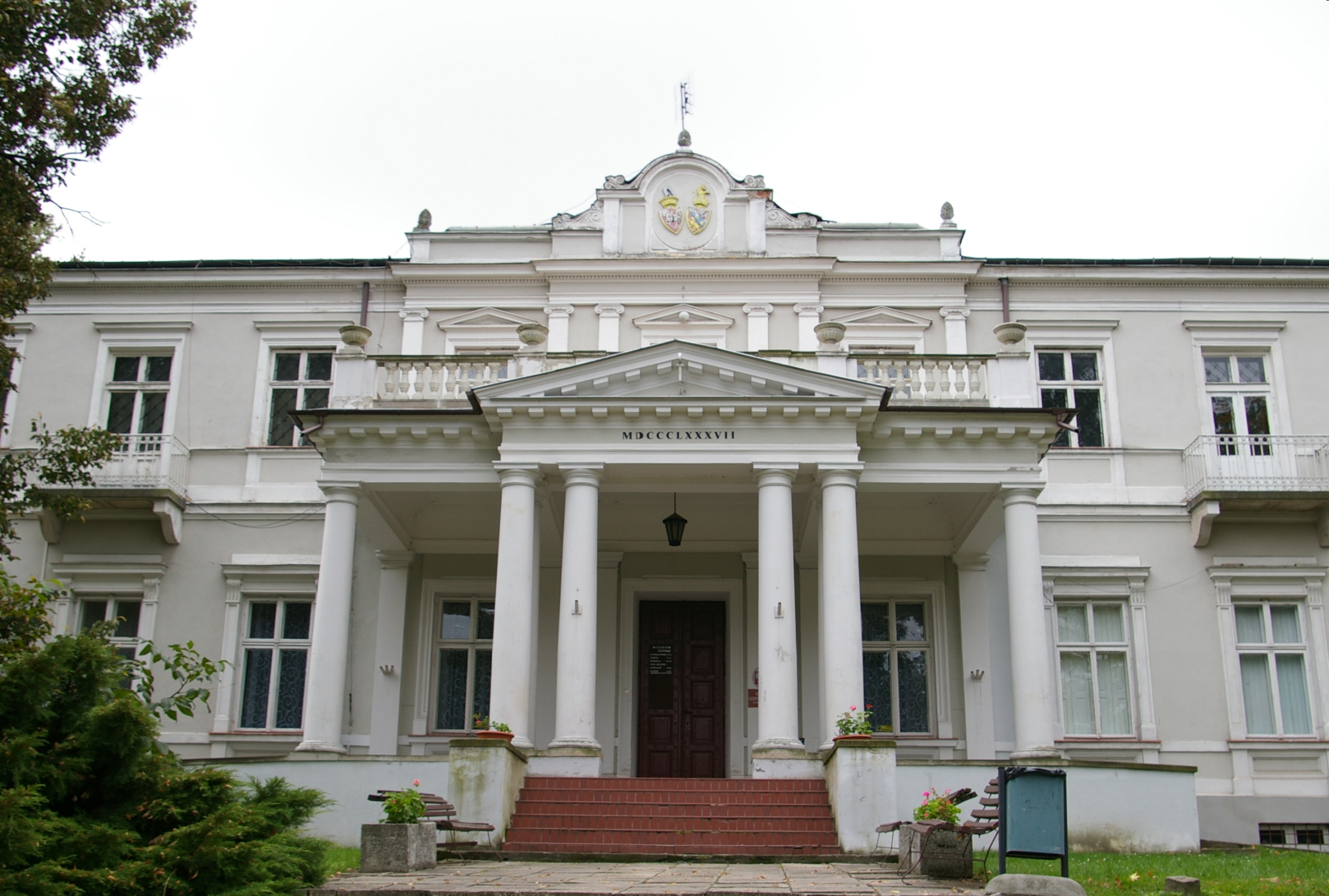
Museu Històric i Arqueològic (Palau Wielopolski)

- Associació Històrica d'Ostrowiec “Solidaritat i Memòria”
- Associació Cultural Nie z tej Bajki[40]
- Centre d'Iniciatives Socials i Culturals de Santa Creu

## Ostrowiec Świętokrzyski en la cultura
Alguns episodis de la història més recent d'Ostrowiec Świętokrzyski apareixen en la novel·la de Ryszard Miernik titulada Kawaler del wzięcia (Łódź, 1983). El protagonista de la novel·la, Kosma, treballa en la siderúrgica local i, com a cronista, prepara un estudi sobre la història de la ciutat a petició del director. Ell recull documents i conversa amb els participants dels esdeveniments, comença amb la República d'Ostrowiec, passa per les vagues dels siderúrgics en la dècada dels 1920, pel període d'ocupació i fins als anys del postguerra. Descriu la història de la ciutat a partir d'una perspectiva d'esquerres, escrivint, per exemple, sobre els guerrillers que actuaven en l'àrea d'Ostrowiec amb el nom de Guarda del Poble, Exèrcit del Poble, i també esmenta la unitat Saszka de Vasyl Wojczenko.
Ostrowiec Świętokrzyski fou el lloc on el 4t Regiment d'Infanteria polonés anà, descrit per Władysław Orkan en la seua obra Drogą Czwartaków. Od Ostrowca na Litwę.